# Les Demoiselles ont eu 25 ans
Les Demoiselles ont eu 25 ans è un documentario del 1993 diretto da Agnès Varda.